# Sokołów (powiat skierniewicki)
Sokołów – wieś w Polsce położona w województwie łódzkim, w powiecie skierniewickim, w gminie Bolimów.
Wieś szlachecka Sokołowo położona była w drugiej połowie XVI wieku w powiecie sochaczewskim ziemi sochaczewskiej województwa rawskiego. W latach 1975–1998 miejscowość należała administracyjnie do województwa skierniewickiego.
Znajdował się tutaj cmentarz wojskowy z I wojny światowej.